# 혐오스런 마츠코의 일생 (영화)
《혐오스런 마츠코의 일생》(일본어: 嫌われ松子の一生 기라와레마쓰코노잇쇼[*])은 야마다 무네키의 동명 소설을 원작으로 한 일본 영화이다. 2006년 5월 27일에 개봉됐으며, 나카시마 데쓰야가 감독과 각본을, 나카타니 미키가 주연을 맡았다.

## 줄거리
쇼 가와지리는 여자친구와 헤어진 후 실존적 위기를 겪던 중, 아버지 노리오가 방문하면서 한 번도 만난 적 없는 이모 마츠코의 유골함을 받게 된다. 쇼는 마츠코의 방을 청소하면서 그녀의 비극적인 삶에 대해 알아간다.
마츠코는 어린 시절 아픈 여동생 쿠미에게 집중된 아버지의 관심을 갈망하며 사랑받지 못한다고 느꼈다. 1970년 중학교 음악 교사로 인기를 얻었으나, 학생 류의 절도 사건에서 교감의 성희롱을 당하고 류를 도우려다 오히려 그에게 배신당해 해고된다. 분노한 마츠코는 집을 떠난다.
이후 작가 테츠야와 연인 관계를 맺지만 경제적 어려움으로 학대받는다. 노리오를 만난 자리에서 마츠코가 집을 떠난 후 아버지가 사망했다는 소식을 듣는다. 테츠야의 작품을 그의 라이벌에게 보여줬다는 이유로 다시 학대받고, 테츠야는 결국 기차에 뛰어들어 자살한다. 이후 오카노와 관계를 맺지만, 그의 아내를 만난 후 오카노에게 버림받고 매춘부가 된다. 잠시 집에 돌아가 아버지의 일기를 읽고 그의 걱정을 알게 되나, 쿠미의 위로를 거부하고 다시 떠난다. 포주 오노데라와 관계를 맺던 중 급여 문제로 다툼이 생기고, 목숨이 위험한 상황에서 마츠코는 오노데라를 칼로 찔러 죽인다. 이후 자살을 시도하지만 본능적으로 포기한다.
현재, 쇼는 전 여자친구가 우즈베키스탄으로 떠날 것이라는 소식을 듣고, 포르노 배우가 자신을 납치하는 꿈을 꾼다. 이 배우는 후에 마츠코의 절친한 친구 메구미 사와무라로 밝혀진다.
다시 과거 장면으로 돌아가, 오노데라 살인 후, 자살을 시도하던 마츠코는 이발사 게지 시마즈에 의해 구출된다. 그들은 연인이 되고 마츠코는 게지의 조수로 일하지만, 오노데라 살인 혐의로 체포되어 8년형을 선고받는다. 출소 후 게지에게 돌아가려 했으나, 그가 이미 결혼하여 아이까지 있음을 알게 된다.
현재, 메구미는 쇼를 만나 출소 후 긴자의 미용실에서 일하던 마츠코와 친해졌던 이야기를 들려준다. 그러나 어느 날 질투심에 사로잡힌 마츠코는 메구미와의 우정을 끝내려 했다. 메구미는 쇼를 마츠코의 집으로 데려가지만, 그곳에서 류라는 남자가 쇼를 공격하고 마츠코의 위치를 요구한다. 류는 마츠코의 죽음 소식에 낙담한다.
다시 과거 장면으로 돌아가, 류는 야쿠자가 되었고, 미용실에서 마츠코와 재회한다. 그는 과거에 자신이 마츠코에게 불행을 안겨준 것을 후회하지만, 마츠코는 그를 용서하고 연인 관계를 시작한다. 마츠코는 류에게 야쿠자 생활을 그만두라고 권하지만 류는 거부하고 마츠코를 학대한다. 마츠코는 류를 사랑한다고 맹세하고 매춘과 범죄 활동으로 돌아간다.
도박 빚으로 야쿠자에게 쫓기던 류는 마츠코와 자살을 시도하지만 실패한다. 마츠코가 가정을 꾸리고 싶다고 하자, 류는 경찰에 자수하여 마츠코에게 도망칠 시간을 준다. 마츠코는 충실히 류의 출소를 기다리지만, 류는 마츠코에게 더 이상 해를 끼치지 않기 위해 그를 떠나고 싶어한다. 결국 출소 후 류는 마츠코를 때린 뒤 도망쳐 그녀를 다시 혼자 남겨둔다.
현재, 후회에 잠긴 류는 자살을 계획하다가 경찰과 대치하면서 마츠코를 자신이 죽였다고 외치며 싸움을 벌인다. 그러나 경찰은 이미 실제 살인범을 체포했다고 밝힌다. 쇼는 노리오에게 이모를 만나지 못해 아쉽다고 말하자, 노리오는 쇼가 어렸을 때 이미 마츠코를 만났었다고 말한다. 과거 기차역에서 마츠코를 만났을 때, 노리오는 쿠미의 사망 소식을 전하며 마츠코에게 다시 오지 말라고 했다. 쇼는 마츠코가 계속 강가 근처에 살며 울곤 했다는 사실을 노리오에게 알려주고, 노리오는 눈물을 흘린다.
다시 과거 장면으로 돌아가, 마츠코는 기타센주 역 근처 강가에 집을 빌려 무기력하게 지내다가 TV에서 히카루GENJI의 공연을 보고 리더 코지 우치우미에게 집착하게 된다. 그는 코지의 상품을 구매하고 팬레터를 보내지만 답장이 없자 분노한다. 통제력을 잃은 마츠코는 벽에 "제가 태어나서 죄송합니다"라는 문구를 쓰기 시작한다. 외출 중 메구미를 만나지만 대화를 거절하고, 메구미가 건넨 미용사 구인 명함도 거절한다. 그날 밤 쿠미의 머리를 자르는 꿈을 꾸고 메구미의 명함을 찾으려는 생각을 하지만, 고등학생 갱단을 만나 머리를 맞고 폭행당해 사망한다.
죽음 이후, 마츠코의 영혼 앞에 빛이 나타나고 그의 영혼은 시간을 거슬러 집으로 돌아간다. 마지막으로 마츠코는 천국으로 향하는 계단 앞에 서게 되고, 그곳에서 쿠미가 그를 환영한다.

## 출연진
| 배역                                      | 배우                                              | 관계                                                           |
| 川尻松子 카와지리 마츠코                  | 中谷美紀 나카타니 미키                            | 마츠코                                                         |
| 川尻松子 카와지리 마츠코                  | 奥ノ矢佳奈 오쿠노야 가나                          | 유년시절 마츠코                                                |
| 川尻笙 카와지리 쇼                        | 瑛太 에이타                                       | 마츠코의 조카                                                  |
| 川尻恒造 카와지리 코조                    | 柄本明 에모토 아키라                              | 마츠코의 아버지                                                |
| 川尻多恵 카와지리 타에                    | キムラ緑子 키무라 미도리코                        | 마츠코의 어머니                                                |
| 川尻久美 카와지리 쿠미                    | 市川実日子 이치카와 미카코                        | 마츠코의 여동생                                                |
| 川尻紀夫 카와지리 노리오                  | 香川照之 카가와 테루유키                          | 마츠코의 남동생 쇼의 아버지                                    |
| 川尻悦子 카와지리 에츠코                  | 濱田マリ 하마다 마리                              | 마츠코의 올케 쇼의 어머니                                      |
| 龍洋一 류 요이치                          | 伊勢谷友介 이세야 유스케                          | 마츠코의 제자 야쿠자가 된 마츠코의 마지막 남자                 |
| 龍洋一 류 요이치                          | 유년시절 요이치                                   |                                                                |
| 沢村めぐみ 사와무라 메구미                | 黒沢あすか 구로사와 아스카                        | 마츠코의 교도소 친구 성인영화 배우 겸 대표                     |
| 赤木 아카기                               | 谷中敦 야나카 아츠시                              | 마사지 업소 '백야'의 매니저                                    |
| 綾乃（斉藤スミ子） 아야노 (사이토 스미코) | BONNIE PINK（浅田香織） 보니 핑크 (아사다 카오리) | 마츠코의 마사지 업소 동료 마츠코와 함께 시대를 풍미한 마사지걸 |
| 大倉修二 오오쿠라 슈지                    | ゴリ 고리                                         | 마츠코의 이웃 내유외강 헤비 로커                               |
| 渡辺明日香 와나타베 아스카                | 柴咲コウ 시바사키 코우                            | 쇼의 여자친구                                                  |
| 佐伯俊二 사에키 슌지                      | 谷原章介 타니하라 쇼스케                          | 마츠코의 첫 번째 남자 마츠코의 동료 교사                       |
| 八女川徹也 야메가와 테츠야                | 宮藤官九郎 쿠도 칸쿠로                            | 마츠코의 두 번째 남자 작가                                     |
| 岡野健夫 오카노 타케오                    | 劇団ひとり 게키단 히토리                          | 마츠코의 세 번째 남자 테츠야의 친구                            |
| 岡野芳江 오카노 요시에                    | 大久保佳代子 오오쿠보 카요코                      | 타케오의 아내                                                  |
| 小野寺保 오노 데라                        | 武田真治 다케다 신지                              | 마츠코의 네 번째 남자 건달                                     |
| 島津賢治 시마즈 켄지                      | 荒川良々 아라카와 요시요시                        | 마츠코의 다섯 번째 남자 이발사                                 |
| 杉下 스기시타                             | 竹山隆範 타케야마 타카노리                        | 마츠코의 가슴을 요구한 중학교 교감                             |
| 田所文夫 타도코로 후미우                  | 角野卓造 카도노 타쿠조                            | 마츠코가 근무한 중학교 교장                                    |
| 宿屋売店の男 여관매점남                   | 甲本雅裕 코우모토 마사히로                        | 이마에 사마귀 점을 가진 여관 점원                              |
| 後藤 고토                                 | マギー（児島 雄一） 마기 (고지마 유이치)          | 마츠코 사건 담당 형사                                          |
| 汐見 시오미                               | 渡辺哲 와타나베 테츠                              | 오노 사건 담당 형사                                            |
| 片平なぎさ 카타히라 나기사                | 片平なぎさ 카타히라 나기사 (본인)                 | <화요 서스펜스 아워> 속 여배우                                 |
| 本田博太郎 혼다 히로타로                  | 本田博太郎 혼다 히로타로 (본인)                   | <오후의 서스펜스 극장> 속 범인                                 |
| 田中要次 타나카 요지                      | 田中要次 타나카 요지 (본인)                       | <토요 미스터리 극장> 속 형사                                   |
| 係官 담당관                               | あき竹城 아키 타케조                              | 출소 후 마츠코와 면담 공무원                                   |
| 女性警察官 여성경찰관                     | 木野花 키노 하나                                  | 교도소 내 마츠코와 면담 여간수                                 |
| 女囚A:唄 여죄수 A                         | AI 아이                                           | 교도소 노래 장면 등장                                          |
| 女囚B:家族 여죄수 B                       | 山下容莉枝 야마시타 요리에                        | 교도소 면회 장면 등장                                          |
| 女囚C:プライド 여죄수 C                   | 土屋アンナ 츠치야 안나                            | 교도소 싸움 장면 등장                                          |
| 女囚D:思い出 여죄수 D                     | 山田花子 야마다 하나코                            | 교도소 가족사진 장면 등장                                      |
| 牧師 목사                                 | 嶋田久作 시마다 큐사쿠                            | 남자 교도소의 목사                                             |
| 超人気シンガー 인기 초절정 가수           | 木村カエラ 키무라 카에라                          | 전광판 속 가수                                                 |
| アイドル歌手 아이돌 가수                  | 阿井莉沙 아이 리사                                |                                                                |

그 외 출연자
- 에모토 준코 (江本純子)
- 아사노 마이코 (浅野麻衣子)
- 호시 요우코 (星ようこ)
- 아오이 소라 (蒼井そら)
- 에구치 노리코 (江口のりこ)
- 마츠시타 모에코 (松下萌子)
- 사카키 히데오 (榊英雄)
- 나루미 고 (鳴海剛)
- 타무라 타이지로(田村泰二郎)
- 야마모토 히로시 (山本浩司)
- 키노시타 호우카 (木下ほうか)
- 카타오카 사야노( 片岡涼乃)

## 수상 정보
- 제30회 일본 아카데미상
  - 최우수 여우주연상 - 나카타니 미키
  - 최우수 음악상
  - 최우수 편집상
- 제1회 아시안 필름 어워드
  - 여우주연상 - 나카타니 미키